# Pereirabolbus castaneus
Pereirabolbus castaneus es una especie de coleóptero de la familia Geotrupidae.

## Distribución geográfica
Habita en Argentina, Brasil, Paraguay y en  Uruguay.